# Řeka bohů
Řeka bohů (v anglickém originále River God) je první díl ze série dobrodružných románů z prostředí starověkého Egypta napsaný v roce 1993 spisovatelem Wilburem Smithem.

## Děj
Děj se odehrává devět století po vystavění Cheopsovy Pyramidy. Vypravěčem je otrok, geniální a vzdělaný eunuch Taita.
Egypt, rozdělený na Horní a Dolní království je napaden nájezdníky, kteří mají výhodu ve znalosti kola a koní. Královna s malým faraonem musí uprchnout na jih.

## Následující díly
- Řeka bohů II (The Seventh Scroll, 1995)
- Řeka bohů III – Čaroděj (Warlock, 2001)
- Řeka bohů IV – Vnitřní oko (The Quest, 2007)
- Řeka bohů V - Bůh pouště (Desert God, 2014)
- Řeka bohů VI – Faraon (Pharaoh, 2016)
- Řeka bohů VII - Nové království (The New Kingdom, 2021)
- Řeka bohů VIII - Kola osudu (Titans of War, 2022)